# Шахова олімпіада 2012

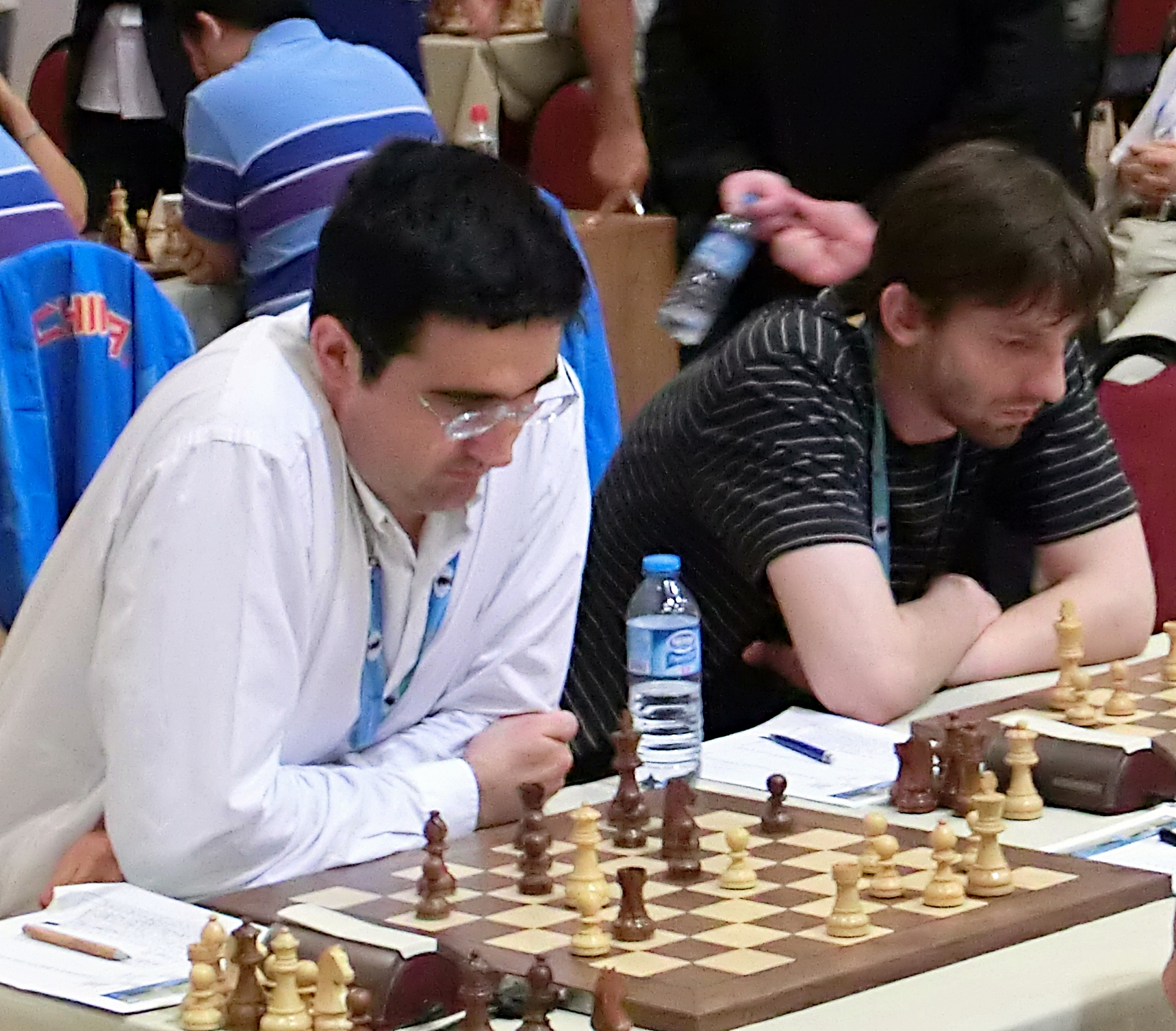
Гра збірної Росії (на фото: Володимир Крамник і Олександр Грищук)

Ювілейна 40-а шахова олімпіада, організована ФІДЕ, відбулася в Стамбулі (Туреччина) з 27 серпня до 10 вересня 2012 року. Переможець відкритого турніру — Вірменія. Переможець жіночого турніру — Росія.

## Господар і система проведення
Стамбул обрано господарем Олімпіади на конґресі ФІДЕ в листопаді 2008 року. Під час голосування найбільше місто Туреччини випередило чорногорський курорт Будва — 95 голосів проти 40.
Олімпіада включає відкритий чоловічий і жіночий турнір, а також ряд заходів, спрямованих на поширення шахів у світі.
Головний турнір складається з 11 турів за швейцарською системою. Місце проведення: Istanbul Expo Center.
У кожному матчі в команді виступають 4 шахісти. За перемогу команда отримує 2 очки, за нічию — одне. Якщо очок у турнірній таблиці порівну, першою стає команда з вищим коефіцієнтом Берґера.
Фаворитами вважають збірні, чиї шахісти мають найвищий рейтинг. Традиційно серед головних претендентів на місця в першій трійці чоловічого (відкритого) турніру називали збірні країн колишнього СРСР, Китай і США.

## Перебіг змагань
Розклад:
- 27 серпня — церемонія відкриття
- 28 серпня — 1 тур
- 29 серпня — 2 тур
- 30 серпня — 3 тур
- 31 серпня — 4 тур
- 1 вересня — 5 тур
- 3 вересня — 6 тур
- 4 вересня — 7 тур
- 5 вересня — 8 тур
- 6 вересня — 9 тур
- 7 вересня — 10 тур
- 9 вересня — 11 тур і церемонія закриття

Усі тури починалися о 15:00, крім останнього, що розпочався об 11:00.

## Результати

### Відкритий турнір
У відкритому турнірі збірна Вірменії у підсумку набрала порівну очок з командою Росії, але золото здобули вірмени, оскільки мали вищий коефіцієнт Берґера.
Підсумкова таблиця. Лідери:
| М  | СН | К           | І  | + | = | - | О  | Коеф |
| -- | -- | ----------- | -- | - | - | - | -- | ---- |
| 1  | 3  | Вірменія    | 11 | 9 | 1 | 1 | 19 | 397  |
| 2  | 1  | Росія       | 11 | 9 | 1 | 1 | 19 | 389  |
| 3  | 2  | Україна     | 11 | 9 | 0 | 2 | 18 | 363  |
| 4  | 6  | КНР         | 11 | 8 | 1 | 2 | 17 | 391  |
| 5  | 5  | США         | 11 | 7 | 3 | 1 | 17 | 361  |
| 6  | 9  | Нідерланди  | 11 | 8 | 0 | 3 | 16 | 329  |
| 7  | 27 | В'єтнам     | 11 | 6 | 4 | 1 | 16 | 314  |
| 8  | 25 | Румунія     | 11 | 8 | 0 | 3 | 16 | 310  |
| 9  | 4  | Угорщина    | 11 | 7 | 1 | 3 | 15 | 368  |
| 10 | 7  | Азербайджан | 11 | 6 | 3 | 2 | 15 | 344  |
| 11 | 15 | Куба        | 11 | 7 | 1 | 3 | 15 | 339  |
| 12 | 14 | Німеччина   | 11 | 6 | 3 | 2 | 15 | 335  |
| 13 | 16 | Польща      | 11 | 7 | 1 | 3 | 15 | 314  |
| 14 | 20 | Сербія      | 11 | 6 | 3 | 2 | 15 | 307  |
| 15 | 22 | Італія      | 11 | 7 | 1 | 3 | 15 | 306  |
| 16 | 34 | Швеція      | 11 | 7 | 1 | 3 | 15 | 304  |
| 17 | 11 | Англія      | 11 | 6 | 3 | 2 | 15 | 301  |
| 18 | 39 | Данія       | 11 | 7 | 1 | 3 | 15 | 271  |

### Жіночий турнір
Підсумкова таблиця. Лідери:
| М  | СН | К         | І  | + | = | - | О  | Коеф |
| -- | -- | --------- | -- | - | - | - | -- | ---- |
| 1  | 2  | Росія     | 11 | 8 | 3 | 0 | 19 | 450  |
| 2  | 1  | КНР       | 11 | 8 | 3 | 0 | 19 | 416  |
| 3  | 4  | Україна   | 11 | 7 | 4 | 0 | 18 | 409  |
| 4  | 6  | Індія     | 11 | 8 | 1 | 2 | 17 | 336  |
| 5  | 10 | Румунія   | 11 | 8 | 0 | 3 | 16 | 314  |
| 6  | 8  | Вірменія  | 11 | 8 | 0 | 3 | 16 | 313  |
| 7  | 14 | Франція   | 11 | 7 | 1 | 3 | 15 | 348  |
| 8  | 3  | Грузія    | 11 | 6 | 3 | 2 | 15 | 344  |
| 9  | 26 | Іран      | 11 | 6 | 2 | 2 | 15 | 339  |
| 10 | 5  | США       | 11 | 6 | 3 | 2 | 15 | 326  |
| 11 | 9  | Німеччина | 11 | 7 | 1 | 3 | 15 | 316  |
| 12 | 22 | Казахстан | 11 | 6 | 3 | 2 | 15 | 309  |
| 13 | 21 | Монголія  | 11 | 7 | 1 | 3 | 15 | 308  |
| 14 | 36 | Білорусь  | 11 | 6 | 3 | 2 | 15 | 292  |

### Індивідуальні результати
Склад збірної-переможниці відкритого турніру:
 Вірменія
| Ш | Гравець           | Р    | О   | П  | %    |
| - | ----------------- | ---- | --- | -- | ---- |
| 1 | Левон Аронян      | 2849 | 7,0 | 10 | 70,0 |
| 2 | Сергій Мовсесян   | 2698 | 5,0 | 10 | 50,0 |
| 3 | Володимир Акопян  | 2687 | 7,5 | 10 | 75,0 |
| 4 | Габріель Саркісян | 2693 | 7,0 | 11 | 63,6 |
| 5 | Тигран Петросян   | 2661 | 2,5 | 3  | 83,3 |

Найвищий відсоток набраних очок (відкритий турнір). Ураховано шахістів, що зіграли 7 або більше партій:
| М | %    | О   | П  | Ш | Гравець            | Команда     | Р    |
| - | ---- | --- | -- | - | ------------------ | ----------- | ---- |
| 1 | 94,4 | 8,5 | 9  | 4 | Станіслав Михеєв   | ФШОМ        | 2244 |
| 2 | 86,4 | 9,5 | 11 | 2 | Давид Навара       | Чехія       | 2691 |
| 3 | 85,7 | 6,0 | 7  | 5 | Лі Чао             | КНР         | 2665 |
| 4 | 85,0 | 8,5 | 10 | 1 | Фаррух Амонатов    | Таджикистан | 2610 |
| 5 | 85,0 | 8,5 | 10 | 3 | Шахріяр Мамед'яров | Азербайджан | 2729 |